# Salpingotus crassicauda
Salpingotus crassicauda är en gnagare som beskrevs av Boris Stepanovich Vinogradov 1924. Salpingotus crassicauda ingår i släktet Salpingotus och familjen hoppmöss. IUCN kategoriserar arten globalt som otillräckligt studerad. Inga underarter finns listade i Catalogue of Life.
Arten når en kroppslängd (huvud och bål) av 41 till 47 mm och har en 93 till 126 mm lång svans. Hoppmusen kan lagra fett i svansens spets som därför är tjockare. Svansens främre del är täckt av korta hår och vid spetsen blir håren längre. Salpingotus crassicauda har tre tår vid bakfötterna och mellan dessa förekommer tofsar av hår som förbättrar rörligheten i sanden. Öronen är små och avrundade.
Denna hoppmus förekommer i norra Kina, södra Mongoliet och östra Kazakstan. Habitatet utgörs av torra stäpper och öknar.
Individerna lever ensam och är aktiva mellan skymningen och gryningen. De gräver bon med en tunnel som är cirka 3 meter lång. Salpingotus crassicauda äter insekter, spindeldjur samt frön och andra växtdelar. Honor har två kullar per år och per kull föds 2 till 5 ungar.